# クイーンズ-ミッドタウントンネル
クイーンズ-ミッドタウントンネル（英: Queens–Midtown Tunnel、時々単にミッドタウントンネルとも）とはニューヨーク市にあるハイウェイのトンネルおよび有料道路である。このトンネルはイースト川の下を横断しておりロングアイランドのクイーンズ区（ロングアイランドシティがI-495、ロングアイランド・エクスプレスウェイ (Long Island Expressway) の終端）とマンハッタン区（ミッドタウン・マンハッタン地区にある主要な町を横切る大通りの東34丁目と東42丁目の間）を接続している。オーレ・シングスタッドにより設計され、1940年11月15日に開通した。このトンネルはあわせて4車線のトンネル2本からなり、長さは6,414フィート (1,955 m)である。このトンネルはかつてニューヨーク州道24号線を運んだことがある。 

## 歴史
設計が開始された時、トンネルの費用増加と1939年万国博覧会に間に合うように完成されないという事実に難色を示したロバート・モーゼスを含む何人かの支援者により橋が強く支持された。特にマンハッタン区長のサミュエル・レヴィは6車線橋の計画の強力な支援者であった。ニューヨーク市トンネル公社 (New York City Tunnel Authority) の理事のウィリアム・フリードマンは代替案を全面的に却下した。

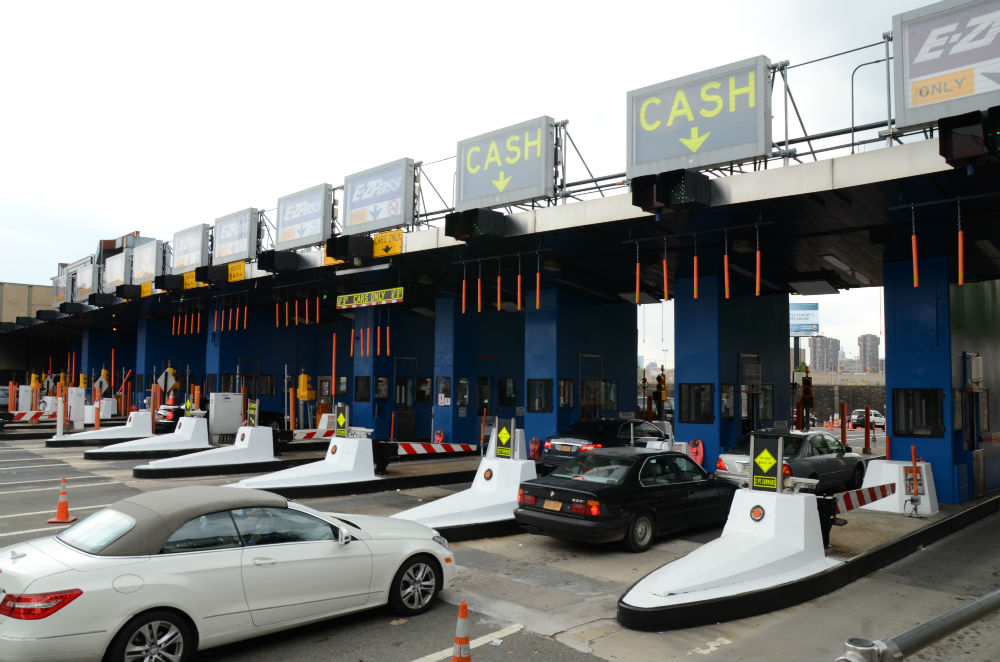
かつての料金所
キャッシュレス化に伴い、2017年に撤去

このトンネルはニューヨーク市が所有しトライボロー・ブリッジ・アンド・トンネル・オーソリティ（メトロポリタン・トランスポーテーション・オーソリティの系列政府機関）が運営する。
1997年のフィーチャー映画「メン・イン・ブラック」では、トミー・リー・ジョーンズとウィル・スミスが彼らのフォード・LTDの車がこのトンネルの天井を上下逆で走行するシーンで主演した。
1981年より、このトンネルは毎年春恒例のリングリング・ブラザーズ・アンド・バーナム・アンド・ベイリー・サーカスアニマル・ウォークのために、ある一夜の数時間だけこのトンネルは自動車が進入禁止となる。このサーカスがマディソン・スクエア・ガーデンで開演する数日前に、象の行進がこのトンネルからマンハッタンへ入り、34丁目へと下りこのアリーナにたどり着くルートで行われる。毎年恒例のこのイベントを楽しみにする人たちがいる一方で、サーカスの動物の扱いに抗議する動物保護団体の注目も集めている。

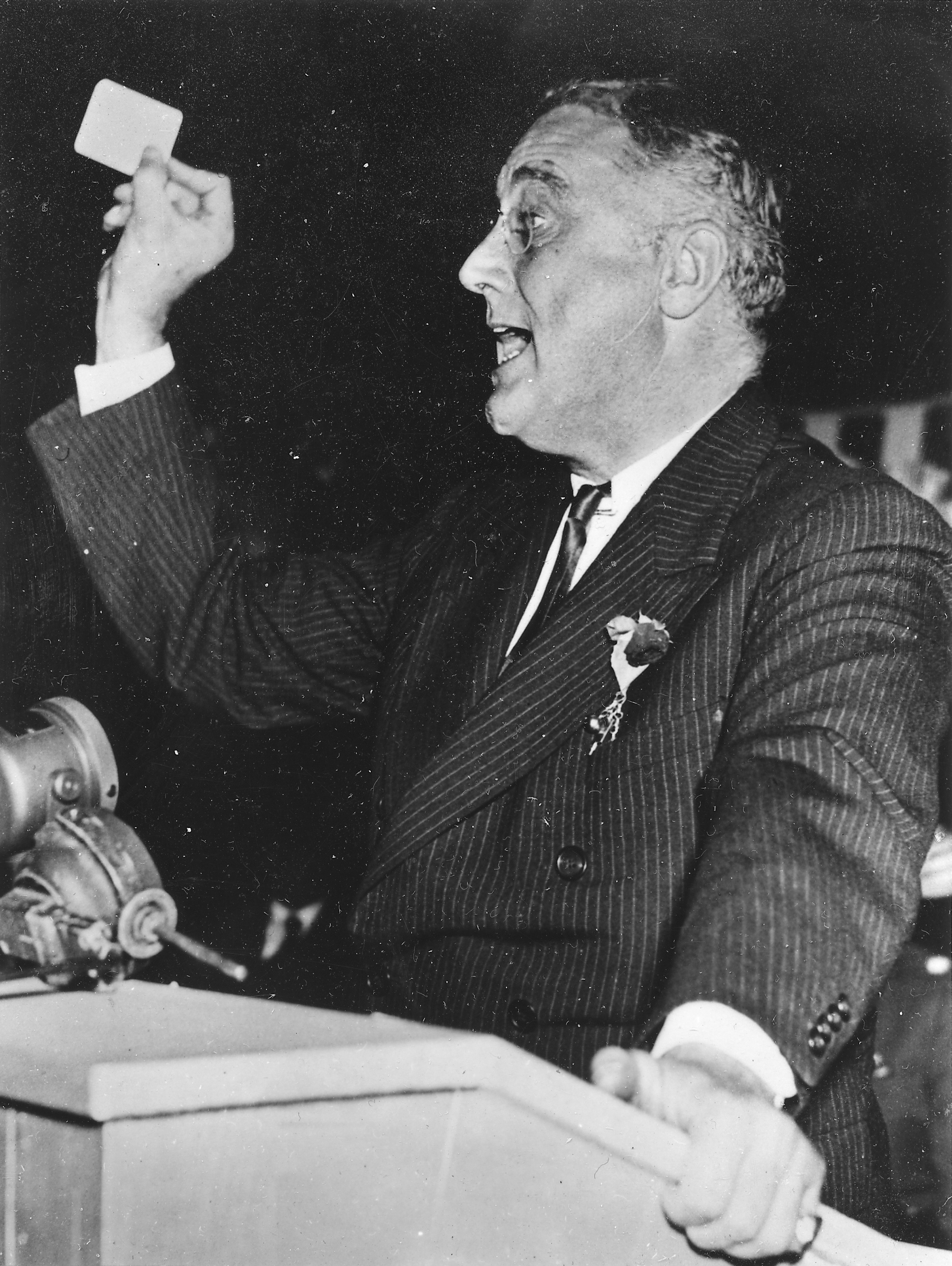
フランクリン・D・ルーズベルト（1936年10月2日の起工式にて）

## バス路線
このトンネルを23の急行バス路線が行き来する;これらの路線のうち20路線はこのトンネルを西へ向かう時にのみ使用する。このトンネルを使用するバス路線はBM5、QM1、QM2、QM3、QM4、QM5、QM6、QM7、QM8、QM10、QM11、QM12、QM15、QM16、QM17、QM18、QM20、QM21、QM24、QM25（すべてMTAバスによる運行）やx68（MTAニューヨークシティ・トランジットによる運行）である。BM5、QM7、QM8、QM11、QM25を除き、これらの路線のすべては西へ向かう時にのみこのトンネルを使用する。（これらの路線の大半は東へ向かう時にはエド・コッチ・クイーンズボロ橋を使用する。）

## 料金
2017年より、料金の改定とキャッシュレス化に伴う料金所の撤去が行われた。
これは米国のいくつかの州で導入されている「E-Z Pass」、および道路上に設けられたカメラによる車のナンバープレート認識が可能にしたものである。通行料は、ニューヨーク州が提供するE-Z Passの装置を搭載している車両は$5.76（バイクは$2.51）、それ以外の車両は$8.50、バイクは$3.50となっている。ニューヨーク州以外のE-Z Pass搭載車両およびE-Z Passを搭載していない車両は、道路上に設けられたカメラがナンバープレートを読み取り、所有者宛にメールで請求書が送られてくる。